# Calliscelio benoiti
Calliscelio benoiti är en stekelart som först beskrevs av Jean Risbec 1958.  Calliscelio benoiti ingår i släktet Calliscelio och familjen Scelionidae. Inga underarter finns listade.